# منطقه اقتصادی (لس آنجلس)
منطقه اقتصادی (به انگلیسی: Financial District) یک منطقهٔ مسکونی در ایالات متحده آمریکا است که در داون‌تاون لس آنجلس واقع شده‌است. یعنی در جنوب داون‌تاون لس آنجلس و جنوب منطقه بانکرهیل، کالیفرنیا. این دو محله به‌طور تقریبی در خیابان پنجم تقسیم شده‌اند. بین منطقه بانکرهیل و منطقه اقتصادی استقرار برج‌ها، هتل‌ها و خدمات مرتبط و همچنین بانک‌ها، شرکت‌های حقوقی و شرکت‌های املاک و مستغلات.